# Hyposada ruptifascia
Hyposada ruptifascia är en fjärilsart som beskrevs av Moore 1888. Hyposada ruptifascia ingår i släktet Hyposada och familjen nattflyn. Inga underarter finns listade i Catalogue of Life.